# Plebiscyt Przeglądu Sportowego 1964
30. Plebiscyt Przeglądu Sportowego na najlepszego sportowca Polski zorganizowano w 1964 roku.

## Wyniki
1. Józef Szmidt - lekkoatletyka (592 412 pkt.)
2. Irena Kirszenstein - lekkoatletyka (520 469)
3. Waldemar Baszanowski - podnoszenie ciężarów (462 802)
4. Egon Franke - szermierka (379 083)
5. Jerzy Kulej - boks (307 714)
6. Józef Grudzień - boks (282 693)
7. Teresa Ciepły - lekkoatletyka (239 015)
8. Ewa Kłobukowska - lekkoatletyka (203 309)
9. Andrzej Badeński - lekkoatletyka (141 987)
10. Marian Kasprzyk - boks (115 156)